# The Little Rag Doll
The Little Rag Doll è un cortometraggio muto del 1909. Il nome del regista non viene riportato nei credit del film.

## Produzione
Il film fu prodotto dalla Lubin Manufacturing Company.

## Distribuzione
Distribuito dalla Lubin Manufacturing Company, il film - un cortometraggio della lunghezza di 140 metri - uscì nelle sale cinematografiche statunitensi l'11 marzo 1909. Nelle proiezioni, veniva programmato con il sistema dello split reel, accorpato in un'unica bobina con un due altri cortometraggi prodotti dalla Lubin, The New Mirror e Which Was the Happiest Time of Your Life?.